# Nina Li Chi
Nina Li Chi (chinesisch 利智, Pinyin Lì Zhì, W.-G. Li Chih, Jyutping Lei6 Zi3; * 31. Dezember 1961 in Shanghai, China) ist eine chinesische Schauspielerin.
Ihr Vater Li Wing-Shek (利永錫,  Lì Yǒngxī, Jyutping Lei6 Wing5sik3) war ein bekannter Schauspiellehrer in Shanghai. 1981 zog sie nach Hongkong und arbeitete in einem Möbelgeschäft, bevor sie in die USA ging, um zu studieren. Li machte ihren Abschluss im Bereich Wirtschaftswissenschaft. 1986 wurde sie Dritte beim Miss Asia-Pacific-Schönheitswettbewerb und fing an zu schauspielern. Innerhalb von zwei Jahren wurde sie eine der bestbezahlten Schauspielerinnen in Hongkong. Während ihrer kurzen Karriere hat sie zusammen mit bekannten Darsteller und Stars wie Jackie Chan, Chow Yun-Fat, Samuel Hui und Sammo Hung Kam-Bo gespielt. Im Jahr 1992 zog sie sich von der Schauspielerei zurück. 1999 heiratete sie den Schauspieler Jet Li. Sie haben zwei Töchter – Jane und Jada.

## Trivia
Obwohl die ursprünglichen Familiennamen der Eheleuten und Schauspieler Nina Li Chi (利智) und Jet Li (李连杰) nach der Pinyin-Umschrift – ohne Diakritikum – Li lauten, handelt es sich hier um zwei verschiedenen chinesische Familiennamen mit unterschiedlichen Schreibweisen. Die romanisierte Schreibung spiegelt die „gleichtönende“ (homophone) Aussprache der Familiennamen wider; im Originalton nach der chinesischen Aussprache klingen sie einander sehr ähnlich jedoch nicht gleich. Die Aussprache der Familienname Li (nach Pinyin Lì, 利, Jyutping Lei6 – „Nutzen, Gewinn, Profit“, bei Nina Li Chi) erfolgt nach dem vierten Ton („fallender Ton“) im Chinesischen, während der Familienname Li (nach Pinyin Lǐ, 李, Jyutping Lei5 – „Pflaume, Zwetschge“, bei Jet Li) nach dem dritten Ton („niedrig-fallend-steigender Ton“) erfolgt. Es sind folglich zwei verschieden chinesische Familiennamen und sollen nicht miteinander verwechselt werden.